# نادي البحري
نادي البحري الرياضي نادي رياضي عراقي تأسس في البصرة سنة 1976، أحرز بطولة دوري الدرجة الأولى مرتين، وبلغ شبه نهائي بطولة الكأس مرتين، ولعب في الدوري الممتاز لخمسة مواسم كاملة، حتى حلته وزارة الدفاع وهو في موسمه السادس في الدوري عام 1990، ثم أعيد تشكيله عام 1993.

## في الدوري الممتاز
كانت بداية انطلاق مسيرة النادي البحري حين أحرز بطولة دوري الدرجة الأولى موسم 1978-1979 أي بعد عامين فقط من تأسيسه، ليتأهل إلى الدوري الممتاز موسم 1979-1980 ويرافق النادي البصري العريق نادي الميناء، ويعوض غياب نادي الاتحاد البصري الذي هبط في نفس الموسم، ولكن النادي البحري تذيل ترتيب الفرق ليعاود هبوطه من جديد بعد موسم واحد لا غير.
وفي موسم 1986-1987 عاد ليتأهل مرة أخرى إلى الدوري الممتاز مع نادي النفط، وليعوض غياب نادي الميناء الذي هبط في نفس الموسم إلى دوري الدرجة الأولى، وقد حصد 37 نقطة ليحتل المركز الثامن في سلم ترتيب الفرق نهاية الدوري.
وفي موسم 1987-1988 حصل النادي على المركز الحادي عشر بست وعشرين نقطة بعد أن حقق الفوز ثمان مرات، وتعادل في عشر وخسر اثنتي عشر مرة، وتفوق على شقيقه الأكبر الميناء بفارق ثلاث نقط ومركز واحد.
وفي موسم 1988-1989 تأهل البحري مع الميناء عن المجموعة الجنوبية، ووقع في المجموعة الثانية التي ضمته مع الرشيد والطيران والنجف وواحد حزيران، ليحل عند نهاية الدوري في المركز الرابع من المجموعة الثانية.
وفي موسم 1989-1990 عاد ليعوض غياب نادي الميناء الذي هبط في نفس الموسم إلى دوري الدرجة الأولى وللمرة الثانية، وقد حصد 19 نقطة ليحتل المركز الحادي عشر في سلم ترتيب الفرق نهاية الدوري، وكانت أكبر خسارة يتعرض لها حين خسر أمام نادي الرشيد بنتيجة 6-1.

## قرار حل النادي
وفي موسم 1990-1991 أصدرت وزارة الدفاع قراراً غريباً بإلغاء جميع الفرق العسكرية، وقدأدى ذلك إلى إلغاء نادي الجيش بطل دوري العراق 83-84 وبطل كأسه مرتين، وإلغاء نادي الطيران الفريق العريق بطل أول دوري للعراق والذي تأسس عام 1931 وهو حامل لقب آخر بطولة للدوري، وشمل القرار النادي البحري ممثل الكرة البصرية الذي كان يسجل تواجده للموسم السادس في دوري الأضواء، وهوالفريق المثابر الذي بلغ شبه نهائي الكأس مرتين، وهبت الجماهير تدافع عن الطيران العريق، في حين لم ينبرِ أحد للدفاع عن ناديي الجيش والبحري، ووصلت القضية إلى أعلى المستويات فرضخ وزير الدفاع ووافق على عودة الطيران فقط، في حين طبق القرار على ناديي الجيش والنادي البحري.

## العودة إلى دوري الدرجة الأولى
وفي عام 1993 تم إعادة تشكيل النادي مجدداً، لتبدأ عملية بناء الفريق من جديد ضمن نطاق دوري الدرجة الأولى.

## التشكيلة الحالية
ملاحظة: تشير الأعلام إلى المنتخب الوطني على النحو المحدد في قواعد الأهلية للفيفا. قد يحمل اللاعبون أكثر من جنسية واحدة غير تابعة للفيفا.
| الرقم | البلد  | المركز | اللاعب          |
| ----- | ------ | ------ | --------------- |
|       | العراق | حارس   | محمد عبد الزهرة |
|       | العراق | حارس   | علي خيري        |
|       | العراق | مدافع  | عباس قاسم       |
|       | العراق | مدافع  | حسن جاسب        |
|       | العراق | مدافع  | حسين محسن       |
|       | العراق | مدافع  | حسين داود       |
|       | العراق | وسط    | فهد عبد الله    |
|       | العراق | وسط    | علي رعد         |

| الرقم | البلد  | المركز | اللاعب         |
| ----- | ------ | ------ | -------------- |
|       | العراق | وسط    | محمد صادق      |
|       | العراق | وسط    | حسين الإيراني  |
|       | العراق | وسط    | وائل عبد الحسن |
|       | العراق | مهاجم  | ناصر طلاع      |
|       | العراق | مهاجم  | أسامة شيال     |
|       | العراق | مهاجم  | أحمد قاسم      |
|       | العراق | مهاجم  | سعد غانم       |

## روابط إضافية
- أرشيف الكرة العراقية- الدوري العراقي
- صفحة النادي على موقع kooora.com